# FKS Stal Mielec
Az FKS Stal Mielec egy labdarúgócsapat Mielecben, Lengyelországban, jelenleg az első osztályban szerepelnek. A csapatot 1939. április 10-én alapították.

## Játékoskeret
2023. február 20. szerint.
| #  |     | Poszt | Név                                                    |
| -- | --- | ----- | ------------------------------------------------------ |
| 1  | POL | K     | Mateusz Kochalski                                      |
| 4  | POL | V     | Marcin Flis                                            |
| 5  | ESP | KP    | Álex Vallejo                                           |
| 6  | BRA | V     | Leândro                                                |
| 7  | POL | KP    | Maciej Domański                                        |
| 8  | JPN | KP    | Hinokio Kóki                                           |
| 9  | EST | CS    | Rauno Sappinen (kölcsönben a Piast Gliwice csapatától) |
| 10 | POL | KP    | Mateusz Mak                                            |
| 11 | POL | CS    | Mikołaj Lebedyński                                     |
| 12 | POL | K     | Mateusz Dudek                                          |
| 16 | POL | KP    | Paweł Żyra                                             |
| 17 | POL | KP    | Fabian Hiszpański                                      |
| 18 | POL | KP    | Piotr Wlazło                                           |
| 20 | POL | KP    | Krystian Kardyś                                        |
| 21 | POL | KP    | Mateusz Matras                                         |
| 22 | LTU | V     | Dominykas Barauskas                                    |
| 23 | POL | V     | Krystian Getinger                                      |

| #  |     | Poszt | Név                                                          |
| -- | --- | ----- | ------------------------------------------------------------ |
| 24 | POL | V     | Maciej Wolski                                                |
| 26 | POL | V     | Arkadiusz Kasperkiewicz                                      |
| 30 | POL | KP    | Konrad Guca                                                  |
| 32 | POL | KP    | Fryderyk Gerbowski (kölcsönben a Wisła Płock csapatától)     |
| 39 | POL | V     | Michael Wyparło                                              |
| 41 | POL | K     | Bartosz Mrozek (kölcsönben a Lech Poznań csapatától)         |
| 74 | POL | V     | Kamil Kruk (kölcsönben a Zagłębie Lubin csapatától)          |
| 77 | POL | KP    | Adam Ratajczyk (kölcsönben a Zagłębie Lubin csapatától)      |
| 88 | POL | KP    | Adrian Soboń                                                 |
| 92 | POL | KP    | Bartłomiej Ciepiela (kölcsönben a Legia Warszawa csapatától) |

## Sikerek
Ekstraklasa
- Bajnok (2): 1972–73, 1975–76
- Ezüstérmes (1): 1974–75
- Bronzérmes (3): 1973–74, 1978–79, 1981–82

Lengyel kupa
- Döntős (1): 1975–76